# Ganglbaueria turcomanica
Ganglbaueria turcomanica là một loài bọ cánh cứng trong họ Oedemeridae. Loài này được Semenow miêu tả khoa học năm 1894.